# V sedemnajstem
Mladinski roman V sedemnajstem (1972) Iva Zormana je doživel številne ponatise in visoke naklade. 

## Vsebina
Glavna oseba romana najstnica Špela pripoveduje o dogodkih, ki so jo privedli v bolnišnico. Kot otrok je živela pri teti Angeli. 
Tam  se je počutila bolj prijetno kot pri starših, saj se doma niso pogovarjali. Pogosto si je želela, da bi se rodila drugim ljudem.  
Z začetkom tretjega letnika so se začeli plesi. Na prvi ples je Špela odšla s prijateljema Nikom in Petrom. Plesala je s fantom s škorpijonom in to je vzbudilo spor med njim in Nikom. 
Med dolgočasnimi urami profesorja Čika je Špela risala na klop. Profesor jo je zalotil in vprašal, dobila je nezadostno. Zaradi Špeline nesramnosti se je med njima vnel prepir. Nekdo je na Špelino klop napisal »klop smeha«, Špela je odpisala in razvil se je pogovor na klopi.  
Naslednjega dne je Špela ugotovila, da sta skrivnostni dopisovalec na klopi smeha in fant s škorpijonom ista oseba, predstavil se ji je kot Smajk. Prijateljica Flora je kritizirala Smajka, a Špela ga je počasi vzljubila. 
Oče je prejel profesorjevo  pismo. Doma se je vnel hud prepir. 
Oče je odšel na službeno potovanje in mama je Špeli dovolila k Flori.  Špela je  to izkoristila  in šla s Smajkom na Vnukovo zabavo. 
Zabava ni bila tako čudovita, kot jo je Smajk opisoval. 
Luka, ki mu je  Smajk pravil Dingo, je igral na kitaro in pel. Špeli se je zdelo, kot da je pel njej. 
Domov je šla s Smajkom, Vnukom in Hildo v ukradenem avtu. Ustavili so jih miličniki in jih odvedli na policijsko postajo. Špelo je domov pospremil policist. 
Mama, ki jo je čakala, je bila nad njenim obnašanjem ogorčena. Špela je ponoči čutila tesnobo. Ko se je oče vrnil, ji je prepovedal odhod celo na dvorišče in vrt.
Smajk je zahajal k njej vse dni, ko je imela šolo popoldne. Vedno bolj ga je imela rada. Za novo leto je izvedela, da je noseča z njim. S Smajkom sta se sprla, zato se je odločila za splav. 
Po splavu ni hodila v šolo, ker je bila preslabotna. Špelino spričevalo je bilo polno slabih ocen in neopravičenih ur, saj za splav in večdnevni počitek starša nista vedela. Ko je oče videl spričevalo, je Špelo udaril. Špela je zaradi preveč zaužitih tablet omedlela na stopnicah.
Tam jo je našel oče in jo odpeljal  v bolnišnico. 
Špela vidi svet drugače, kot ga je videla prejšnjo jesen, doktor Šter ji s pogovorom pomaga razumeti. 
Pred mamo in očetom ne čuti več strahu. Najbolj se veseli Lukovega obiska, saj se rada pogovarja z njim.

## Zgodovina izdaj
Delo je bilo določeno za domače branje v osmem razredu osnovne šole, zato je imelo veliko ponatisov: 1977, 1979, 1983, 1984, 1994, 2005. 1983 je bilo prevedeno v češčino (V sedmnácti).

## Kritika in literarna zgodovina
»Konfliktne razmere so odlično izhodišče vsakega pisanja, žurnalističnega in literarnega. V teh primerih so konflikti celo dvojni, tisti, ki se kažejo na zunaj, in tisti, ki jih nosijo odraščajoči v sebi. Prav to se je zdelo vredno literarne obdelave tudi pisatelju Ivu Zormanu. Leta 1972 jih je zaokrožil v mladinski pripovedki V sedemnajstem. Več izdaj tega dela in odmevi nanj pričajo, da je bila njegova literarna osvetlitev konfliktnega življenja mladostnikov deležna pri njih samih dokajšnje pozornosti. S svojim delom je zapolnil vrzel, saj je bilo v naši mladinski literaturi malo del, ki bi bila namenjena prav odraščajočim bralcem.« 
(Janez Kajzer. Med dozorevanjem in zrelostjo. Ivo Zorman. V sedemnajstem. Ljubljana: Mladinska knjiga, 1994. 145-149.)
»Roman je napisan kot samogovor osrednje junakinje, ki se v bolnišnici znova vrača v življenje. Zdravniku dr. Šteru razkriva preteklost in ob tem v spominu sestavlja drobce odločilnih dogodkov minulih dni.« (Iztok Illich. O pisatelju in njegovem delu. Ivo Zorman. V sedemnajstem. Ljubljana: Mladinska knjiga, 1979. 145-148.